# Facultad de Filosofía y Letras (Universidad Autónoma de Madrid)
La Facultad de Filosofía y Letras de la Universidad Autónoma de Madrid perteneciente a la Universidad Autónoma de Madrid es la facultad donde se cursan los estudios de antropología, arqueología, filología, filosofía, geografía, historia, historia del arte, historia y ciencias de la música, lingüística y traducción e interpretación.

## Origen
Con la creación de la Universidad Autónoma gracias al Decreto/Ley 5/1968, se crearon las facultades de Ciencias, Ciencias Políticas, Económicas y Comerciales, Derecho y Medicina junto a la Facultad de Filosofía y Letras.